# Temnostethus
Temnostethus is een geslacht van wantsen uit de familie bloemwantsen (Anthocoridae). Het geslacht werd voor het eerst wetenschappelijk beschreven door Franz Xaver Fieber in 1860.

## Soorten
Het genus bevat de volgende soorten:

- Temnostethus blandus Statz & Wagner, 1950
- Temnostethus fastigiatus Drake & Harris, 1926

Subgenus Ectemnus Fieber, 1860
- Temnostethus paradoxus (Hutchinson, 1934)
- Temnostethus reduvinus (Herrich-Schäffer, 1850)
- Temnostethus ulmi Elov & Kerzhner, 1977

Subgenus Montandoniella Puton, 1888
- Temnostethus dacicus (Puton, 1888)

Subgenus Temnostethus Fieber, 1860
- Temnostethus distans Kerzhner, 1972
- Temnostethus gracilis Horváth, 1907
- Temnostethus longirostris (Horváth, 1907)
- Temnostethus lunula Wagner, 1952
- Temnostethus pusillus (Herrich-Schäffer, 1835)
- Temnostethus tibialis Reuter, 1888
- Temnostethus wichmanni Wagner, 1961